# 自行
自行是恆星相對於太陽系的質量中心，隨著時間變化的推移所顯示出在位置在角度上的改變，它的測量是以角秒/年為單位（3600角秒等同於角度的1度）。反之，徑向速度是在視線方向上天體接近或遠離的速度，隨著時間推展的變化率，通常是測量輻射中的都卜勒頻移。自行不是恆星的本質（即恆星的內稟性質），因為它包含了太陽系本身運動的元素在內。由於光速是有限的，遙遠恆星的真實速度很難觀測得到，觀測自行反映的是恆星當時輻射光的運動。

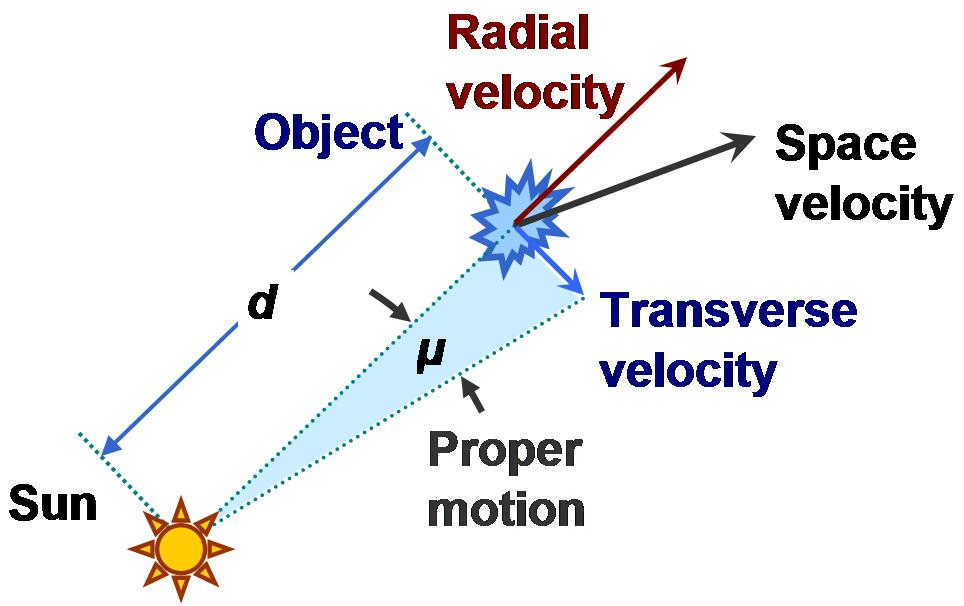
自行和天體組成速度之間的關係。發射體，該天體與太陽的距離是d，角度的改變率是μ（徑/秒），也就是μ = v_{t} / d，而v_{t} = 在太陽視線方向上的橫向速度。 (在圖說中掃掠過的角度μ和橫向速度v_{t}都是單位時間。)

自行的測量需要排除下列會影響觀測天體位置座標值的因素，這些因素主要有：
- 周日運動
- 視差
- 分點的歲差
- 章動
- 光行差

## 介紹
在幾個世紀的過程中，星星彼此之間似乎都保持著固定的相對位置，因此在有歷史的時間裡，它們形成的星座也是相同的。例如，大熊座，看起來仍然與數百年前一樣。可是，精確的長時間觀察顯示星座的形狀有所改變，每顆恆星都有自己的運動。
這種運動是由恆星相對於太陽的真實運動，和太陽系穿越空間造成的。太陽以大約220公里/秒的速度，在與中心距離大約是8,000±650秒差距的一個近似圓的軌道（稱為太陽圈）繞著銀河系的中心運動，這可以視為銀河系本身在此半徑上的旋轉速度。
對自行的測量需要兩個量：自行角（位置角）和自行本身。第一個量指示出在天球上運動的方向（以天球北方為0度），90度是朝向東方，餘依此類推，第二個量表示運動的程度，單位是毫角秒/年（mas）。

自行在天球上的元件：位置角和自行。天球北極點是CNP，春分點是V，恆星在天球上的路徑以箭頭指示。自行的向量是μ，α = 赤經，δ = 赤緯，θ = 位置角

自行也可以表示為每年在赤經（μα）與赤緯（μδ）上改變的角度。在天球上，位置是以赤經和赤緯設定的。座標的δ對應於緯度，座標的α對應於從春分點V，太陽約在每年3月21日穿越赤道的位置，量度得到的經度。 
自行的分量元件如下所顯示的，假設某個天體的位置在一年的時間從座標（α, δ）移動到（α1, δ1），並以弧秒為單位測量角度。則每年的角度變化是：
{\displaystyle \ \mu _{\alpha }=\alpha _{1}-\alpha \ }
{\displaystyle \ \mu _{\delta }=\delta _{1}-\delta \ .}
自行的大小μ是它的元件（分量）向量和：
{\displaystyle \ \mu ^{2}}{\displaystyle ={\mu _{\delta }}^{2}+{\mu _{\alpha }}^{2}\cdot \cos ^{2}\delta \ ,}
此處，δ是赤緯。在算式中的cos δ是因為球體表面至軸的半徑事實上是隨cos δ而變，例如在極點為0。因此，平行於赤道的速度分量在相當於α的角度，變化是越往北的位置越小。μα 的變化，必須乘上cos δ才能成為自行的分量，他有時稱為「赤經自行」，而μδ稱為「赤緯自行」。
位置角θ與這些元件相關： 
{\displaystyle \ \mu _{\delta }}
{\displaystyle =\mu \cos \theta \ }

{\displaystyle \ \mu _{\alpha }\cos \delta }
{\displaystyle =\mu \sin \theta \ .}

從1985年至2005年的巴納德星，顯示每5年的位置變化

巴納德星是目前所有已知恆星中自行最大的，每年以10.3角秒的速度移動。自行越大，通常暗示一顆星相對離太陽系越近。這的確是巴納德星的情況，它距離我們只有大約6光年，是除南門二系統（半人馬座α三合星）外，距太陽系第二近的恆星。但由於屬於紅矮星，亮度只有9.54星等的大小，光度微弱，沒有大口徑望遠鏡或者高倍雙筒望遠鏡無法觀察。
在1992年，天鷹座ρ成為第一顆因為自行而移入另一個星座，導致原有名稱無效的恆星，它現在是海豚座的恆星。下一顆這樣的恆星將會是雕具座γ，它在2400年將成為天鴿座的恆星。
在1光年的距離上，每年1角秒的自行相當於每秒1.45公里的橫向速度。對巴納德星而言，這相當於每秒90公里；加上每秒111公里的徑向速度（垂直於橫向速度），可以得到它實際上的運動速度相當於每秒142公里。真實的或絕對的運動速度比自行更難測量，因為真正的橫向速度涉及測量自行的時間和距離；也就是說，真正的速度測量取決於距離的測量，而一般很難測量出距離。目前，在鄰近的恆星中速度最快的（相對於太陽）是沃夫424，它的速度是每秒555公里（或是光速的1/540）。

## 在天文學的功用
有高自行的恆星多半是鄰近的恆星，而大多數的恆星都遠得足以使他們的自行變得很小，數量級為每年只有數毫角秒。高自行的恆星可以經由相隔數年的巡天攝影獲得樣品的結構。帕洛瑪巡天是這種圖像的來源之一。在過去，搜尋高自行的天體都是使用眼睛透過閃爍比對器比對影像，但使用現代化的技術更有成效，像是圖像差分，自動搜索數位化的影像資料。由於選擇偏誤的結果，高自行的樣品是易於理解和高質量的，它或許可以用來建立恆星族群的普查 － 例如，在每個真實的光度星等有多少的恆星。這一類的研究可以顯示在本地群的恆星族群，主要是本質暗淡、不顯眼的恆星，像是紅矮星。
在遙遠的恆星系統中，像是球狀星團，量測大量恆星自行的樣本，經由萊昂納德·梅里特質量估計可以用來計算集團的總質量。與恆星的徑向速度結合在一起，自行可以用來計算集團的距離。
利用恆星自行已經推算出銀河中心存在著超大質量黑洞。這個黑洞被懷疑就是人馬座A*，質量為2.6×106 M☉，此處的M☉是太陽質量。
Röser曾仔細的研究本星系群星系的自行。在2005年，第一次測量出三角座星系M33的自行。M33是本星系群第三大的星系，也是唯一的普通螺旋星系，與銀河系的距離約為860± 28千秒差距。雖然知道距離大約786千秒差距的仙女座大星系也在運動，並且預測在50至100億間會發生仙女-銀河碰撞，但是它的自行仍然不清楚，而估計橫向速度的上限大約是100公里/秒。在1999年，獵犬II星系群中的星系NGC 4258（M106）的自行被用來測量這個星系群的精確距離。測量星系的徑向運動，直接可以知道該星系是向我們接近還是遠離，並且假設集團中只有自行的物體也適用同樣的運動，由觀測到的自行測量到這個星系群的距離為7.2±0.5 Mpc。

## 歷史
早期的天文學家（公元400年的馬克羅比烏斯（Macrobius））曾經懷疑恆星有自行。但是直到1718年愛德蒙·哈雷注意到天狼星、大角星和畢宿五的位置與約1850年前的古希臘天文學家伊巴谷所描述的位置有半度以上的偏差，才得到證實。
「自行」這個名詞源自法文的propre，意思是「歸屬於」，所以在天文學中沒有「不當運動」這樣的名詞。
在2005年發表的研究報告，現代天文學家已測出第一個外星系（三角座星系）的自行運動數據。

## 已知自行最大的恆星
下表是在《依巴谷星表》內已知自行最大的一些恆星，但不包含像蒂加登星那些雖在星表中，但光度太暗淡的恆星。
| # | 恆星                    | 自行              | 自行        | 徑向 速度 (公里/秒) | 視差 (mas) |
| # | 恆星                    | μα·cos δ (mas/yr) | μδ (mas/yr) | 徑向 速度 (公里/秒) | 視差 (mas) |
| - | ----------------------- | ----------------- | ----------- | ------------------- | ---------- |
| 1 | 巴納德星                | -798.71           | 10337.77    | -106.8              | 549.30     |
| 2 | 卡普坦星                | 6500.34           | -5723.17    | +245.5              | 255.12     |
| 3 | 葛魯姆布里吉1830        | 4003.69           | -5814.64    | -98.0               | 109.22     |
| 4 | 拉卡伊9352              | 6766.63           | 1327.99     | +9.7                | 303.89     |
| 5 | 格利澤1（CD -37 15492） | 5633.95           | -2336.69    | +23.6               | 229.32     |
| 6 | HIP 67593               | 2282.15           | 5369.33     | —                   | 76.20      |
| 7 | 天鵝座61 A & B          | 4133.05           | 3201.78     | -64.3               | 287.18     |
| 8 | 拉蘭德21185             | -580.46           | -4769.95    | -85.0               | 392.52     |
| 9 | 印第安座ε               | 3961.41           | -2538.33    | -40.4               | 275.79     |

## 軟體
有許多的軟體產品，它們可以讓人們查看不同時間尺度下的恆星自行。下面是兩個免費的：
- Moovastar –自由軟體，視窗板，非常基礎的。你可以選擇天空中的一個區域，設定極限星等和時間的序列（時間間隔、時間步數、數量步數）。這個程式將模擬恆星的運動，並有清楚的功能說明。
- HippLiner （页面存档备份，存于） -自由軟體，視窗板，有些複雜，有一些漂亮的顯示。仍在發展，須要有更多的導航和功能配置。

## 外部連結
- Hipparcos: High Proper Motion Stars （页面存档备份，存于）
- Edmond Halley: Discovery of proper motions （页面存档备份，存于）